# Christian Krollmann
Christian Krollmann (1866, Brémy – 1944, Kaliningrad) byl německý filolog, knihovník a archivář. Byl považován za znalce východopruských dějin.

## Životopis
Krollmann studoval filologii v Marburgu, Mnichově a v Hallu. Po získání titulu doktora fiologie se vrátil v roce 1890 do Brém a studoval dějiny. V roce 1902 se stal archivářem pánů z Donína ve Schlobittenu. Od roku 1917 městský knihovník, od roku 1924 vedoucí státní knihovny a státního archivu Kaliningradu. V roce 1934 odešel do penze.
Byl spoluzakladatelem Historische Kommission für ost- und westpreußische Landesforschung spolu s kterou vznikla i Altpreußische Biographie. Za jeho života byly vydány svazky do písmene „P“.

## Dílo
- Ostpreußens Burgen. Berlín 1905
- Politische Geschichte des Deutschen Ordens in Preußen. Kaliningrad 1932
- Das Heilige-Geist-Hospital zu Preußisch-Holland im Mittelalter. Altpreußische Monatsschrift 53 (1917), S. 466-482
- Der Besitz der Toten Hand im Kreise Preußisch-Holland zur Zeit des Deutschen Ordens, Sitz Berlin des Verbandes für Geschichte von Ost- und Westpreußen 10 (1917), S.11-12
- Geschichte der Stadtbibliothek zu Königsberg. Kaliningrad (Pr.), Gräfe & Unzer, 108, 66, S. 6